# Strahlungsenergie
Die Strahlungsenergie ist eine physikalische Größe der Radiometrie. Sie ist die Energie, die von elektromagnetischen Wellen transportiert wird, beispielsweise von Licht, oder die Energie elektromagnetischer Wellen, die in einem gegebenen Raumbereich und zu einem definierten Zeitpunkt enthalten ist. Die SI-Einheit der Strahlungsenergie ist das Joule.

Strahlungsintensität der Sonne oberhalb und auf der Erdoberfläche

## Beschreibung
Betrachtet man elektromagnetische Strahlung als Strom von Photonen, so ist die Strahlungsenergie die in diesem Strom transportierte Energie.
Die Energie eines Photons ist dabei proportional zur Frequenz der elektromagnetischen Welle:
{\displaystyle E=h\cdot f}
mit der Planck-Konstante {\displaystyle h} und der Frequenz {\displaystyle f}.
Im makroskopischen Bereich (sehr viele Photonen) verwendet man für die Strahlungsenergie anstelle von {\displaystyle E} oft auch die Symbole {\displaystyle Q} oder {\displaystyle Q_{\mathrm {e} }}. Für monochromatische elektromagnetische Strahlung, zum Beispiel für monochromatisches (einfarbiges) Licht, ergibt sich die Strahlungsenergie als Produkt der Anzahl {\displaystyle N} der Photonen im Raumbereich und der Energie eines Photons:
{\displaystyle Q_{\mathrm {e} }\equiv E=N\cdot h\cdot f.}
In der Regel besteht elektromagnetische Strahlung jedoch aus Photonen unterschiedlicher Energie. Im Fall des Lichts spricht man dann von polychromatischem (mehrfarbigem) Licht. Zur allgemeinen Beschreibung der Strahlungsenergie muss man daher die spektrale Verteilung berücksichtigen, die angibt, wie viele Photonen {\displaystyle \mathrm {d} N} in einem Frequenzbereich von {\displaystyle f} bis {\displaystyle f+\mathrm {d} f} sind:
{\displaystyle n(f)={\frac {\mathrm {d} N}{\mathrm {d} f}}}
Für die Strahlungsenergie ergibt sich somit:
{\displaystyle Q_{\mathrm {e} }\equiv E=h\int _{0}^{\infty }n(f)\cdot f\ \mathrm {d} f},

## Zusammenhang mit anderen Größen

### Strahlungsleistung
Betrachtet man die Zeit, in der eine gewisse Strahlungsenergie transportiert wird, ergibt sich die Strahlungsleistung {\displaystyle \Phi _{\mathrm {e} }} (auch Strahlungsfluss genannt):
{\displaystyle \Phi _{\mathrm {e} }={\frac {\mathrm {d} Q_{\mathrm {e} }}{\mathrm {d} t}}}.

### Lichtmenge
In der Photometrie wird zusätzlich die Empfindlichkeit des menschlichen Auges berücksichtigt, die von der Frequenz bzw. Wellenlänge abhängt. Die derart gewichtete Größe ist die Lichtmenge {\displaystyle Q_{\mathrm {v} }}. Die Indices e und v stehen dabei für energetisch  und visuell.